# Wolf Günther Koch

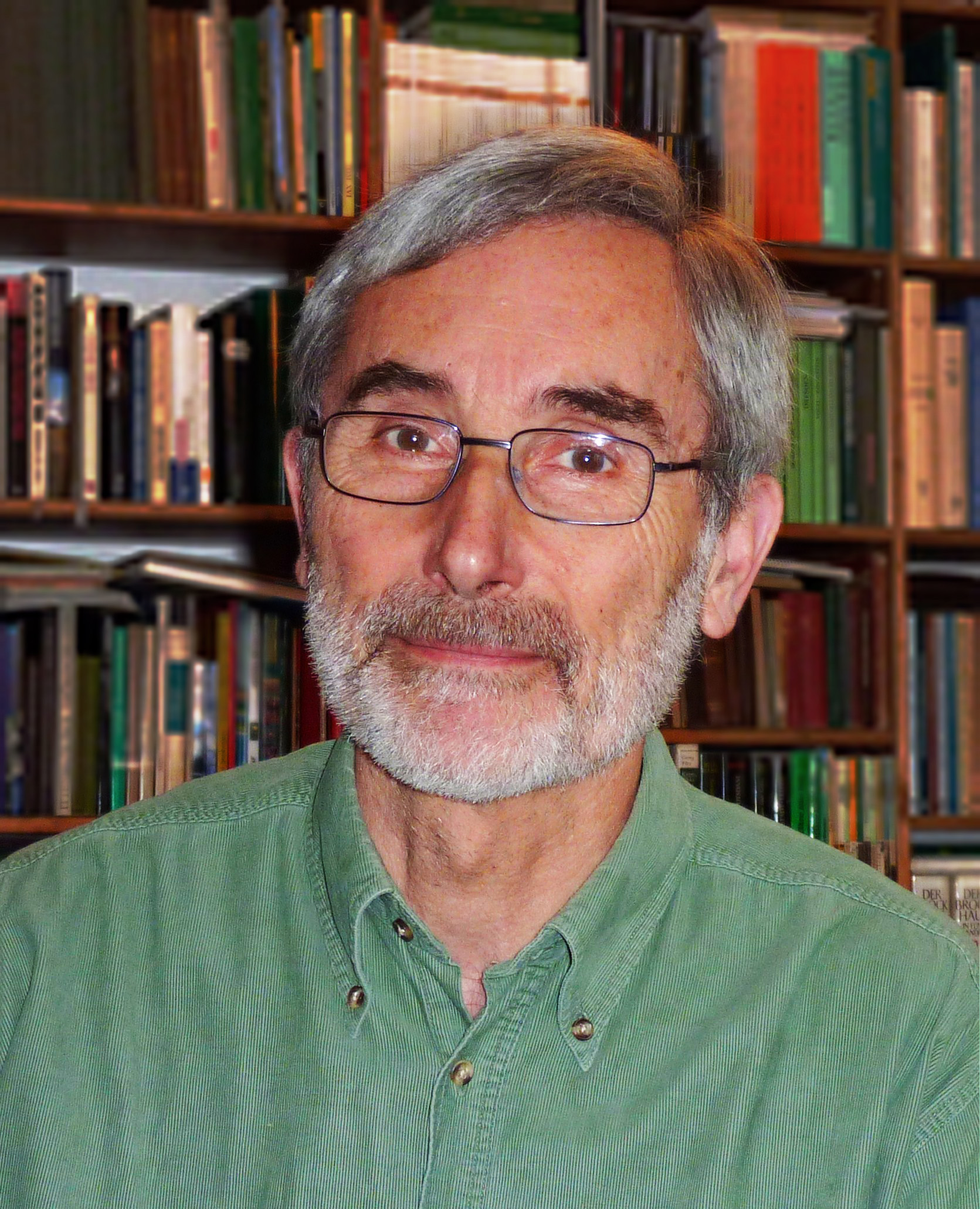
Professor Wolf Günther Koch im Jahre 2012

Wolf Günther Koch (* 15. Januar 1943 in Hirschfeld) ist ein deutscher Kartograf.

## Leben
Nach seinem Abitur im vogtländischen Auerbach erlernte Wolf Günther Koch ab 1961 beim VEB Topographischer Dienst Dresden den Beruf des Vermessungsfacharbeiters und war als Hilfstopograf bei der topografischen Landesaufnahme in Mittelsachsen und im sächsischen Erzgebirge tätig. Von 1963 bis 1969 studierte er Kartographie an der Technischen Universität Dresden, wo er anschließend als Assistent und ab 1977 als Oberassistent tätig war. Gleichzeitig absolvierte er ab 1962 eine Gesangsausbildung im Studio der Musikpädagogin Cläre Heß-Dzondi in Dresden. Er wirkte anfangs solistisch und später chorisch.
1975 erfolgte seine Promotion A mit der Dissertation zum Thema „Untersuchungen zum Einsatz von Schreib- und Lichtsetzautomaten für flächenhafte Darstellungen in der thematischen Kartographie“. 1983 bis 1985 hatte er einen zusätzlichen Lehrauftrag für thematische Kartographie an der damaligen Dresdner Ingenieurschule für Geodäsie und Kartographie. 1980 wurde ihm die Facultas Docendi für Kartenredaktion erteilt. 1980 und 1985 hielt er sich zu Studien, insbesondere zur Umweltkartografie, in Polen (Universitäten Warschau und Breslau) auf. Im Jahre 1989 folgte dann die „Promotion B“ mit einer Arbeit zur experimentellen Kartographie zum Dr. sc. techn. für Kartographie, der 1991 in Dr.-Ing. habil. für Kartographie umgewandelt wurde.
Von 1990 bis 2008 war Wolf Günther Koch Leiter des Studiengangs Kartographie und wurde 1992 Professor für Theoretische Kartographie und Kartengestaltung am Institut für Kartographie der Fakultät Forst-, Geo- und Hydrowissenschaften der Technischen Universität Dresden. Dort war er von 1992 bis 1994 sowie von 2000 bis 2003 Institutsdirektor. Von 2005 bis 2006 war Koch Studiendekan für Geodäsie, Kartographie und Astronomie. Die Schwerpunkte seines wissenschaftlichen Schaffens liegen im Bereich der theoretischen Kartografie, der Kartengestaltung, der Geschichte der Kartografie und der Blindenkarten, wie auch seine Vorlesungsfächer und die zahlreichen Publikationen zeigen.
1994 wurde Koch Vorsitzender der Kommission „Terminologie“ der Deutschen Gesellschaft für Kartographie (DGfK). Auch war er Mitglied der ICA/ACI-Kommissionen „Theoretical Cartography“ und „Maps and Graphics for Blind and Visually Impaired People“. In den Jahren 1996 bis 2009 beteiligte er sich u. a. intensiv an der Bearbeitung und ständigen Aktualisierung von Artikeln zur Wissenschaft Kartographie im vielbändigen Werk „Brockhaus Enzyklopädie (Permanent)“, dazu bis 2002 am „Lexikon der Geowissenschaften“ und am „Lexikon der Geographie“. 2001/02 war er zusammen mit Prof. Dr. Jürgen Bollmann (Universität Trier) Herausgeber und auch Bearbeiter des zweibändigen „Lexikon der Kartographie und Geomatik“. 
Mit Erreichen der Altersgrenze wurde Wolf Günther Koch 2008 in den Ruhestand versetzt, war aber weiterhin an der Technischen Universität Dresden tätig, dauerhaft bis 2011. Danach engagierte er sich weiterhin (fach)publizistisch u. a. als Mitglied des Herausgeberbeirats der Zeitschrift „Kartographische Nachrichten“ (2003 bis 2018) und von 2012 an mit gleicher Funktion für das polnische Journal „Polski Przegląd Kartograficzny“ – seit 2016 „Polish Cartographical Review“.
Wolf Günter Koch ist verheiratet und hat einen Sohn und eine Tochter.

## Veröffentlichungen
Die Bibliografie von Wolf Günther Koch umfasst mehr als 250 wissenschaftliche Arbeiten, davon etwa 120 Artikel, Bücher (zumeist als Herausgeber) und Karten. Hier seien nur die wichtigsten Werke genannt.

### Bücher, Lexika
- Kartographische Bausteine KB 19. Theorie 2000. Vorträge des kartographischen Symposiums am 17. / 18. November 2000 an der TU Dresden; Institut für Kartographie, Kartographisch-Technische Einrichtung, Dresden 2001 (Herausgeber)
- Lexikon der Kartographie und Geomatik. Zwei Bände auch als online-Ausgabe; Spektrum Akademischer Verlag, Heidelberg / Berlin 2001 / 2002 (Mitherausgeber, zusammen mit Jürgen Bollmann)
- Kartographische Bausteine KB 26. Theorie 2003. Vorträge der 8. Dresdner Sommerschule für Kartographie am 25. / 26. September 2003 an der TU Dresden. Mit CD-ROM; Institut für Kartographie, Kartographisch-Technische Einrichtung, Dresden 2004 (Herausgeber)
- Beiträge zur wissenschaftlichen Kartographie. Contributions to scientific cartography; TUDpress Verlag der Wissenschaften, Dresden 2007
- Kartographische Bausteine KB 38. Karten und Gletscher. Vorträge des wissenschaftlichen Kolloquiums anlässlich des 100. Geburtstages von Prof. Dr. Wolfgang Pillewizer; Institut für Kartographie der TU Dresden, Dresden 2012 (Mitherausgeber, zusammen mit Manfred Buchroithner und Werner Stams)

### Artikel
- Experimentelle Untersuchungen von Täuschungsbeträgen bei kreisförmigen Kartenzeichen. In: Petermanns Geographische Mitteilungen 130 (1986); S. 269–279
- Experimentelle Untersuchungen zum Simultankontrast in thematischen Karten. In: Wissenschaftliche Zeitschrift der TU Dresden, 36 (1987) 5, S. 89–95
- Zum Wesen der Begriffe Zeichen, Signatur und Symbol in der Kartographie. In: Kartographische Nachrichten 48 (1998) 3; S. 89–96
- Kartengestaltende Variablen – Entwicklungslinien und ihre Ergänzung im Multimedialen Umfeld. In: PER ASPERA AD ASTRA. Festschrift für Fritz Kelnhofer; 2000. S. 72–82
- Theorie und Methode in der heutigen Kartographie. In: Kartographische Bausteine KB 26. Theorie 2003. Vorträge der 8. Dresdner Sommerschule für Kartographie am 25. / 26. September 2003 an der TU Dresden. Mit CD-ROM; Institut für Kartographie, Kartographisch-Technische Einrichtung, Dresden 2004; S. 4–19
- Hypsometric layers as non-real 3D representation and their semiotic interpretation. In: Numeryczne modele terenu w kartografii; Uniwersytet Wrocławski, Wrocław 2010; S. 22–32
- State of the Art of Tactile Mapping for Visually Impaired Persons. In: True-3D in Cartography. Autostereoskopie and Solid Visualisation of Geodata (= Lecture Notes in Geoinformation and Cartography). Heidelberg: Springer 2012, S. 137–151.
- J. G. Lehmann´s system of slope hachures – an investigation on the quality of relief representation at the beginning of the 19th century. In: Proceedings of the 26th Internat. Cartogr. Conference Dresden, Germany, 2013, S. 635 (1–9).
- Wall Map. In: Mark Monmonier (Ed.): History of Cartography, Band 6, Cartography in the 20th century. Chicago 2015, S. 1693–1696.
- Lexical knowledge sources for cartography and GIS – development, current status and outlook. In: Geodesy and Cartography, Warszawa, 65 (2016), S. 259–270.

## Ehrungen
- 1988: Ehrennadel der Kammer der Technik der Deutschen Demokratischen Republik (KDT) in Bronze
- 2005: Silberne Ehrenmedaille der Deutschen Gesellschaft für Kartographie[1]